# Marjanka
Marjanka je žensko osebno ime.

## Izvor imena
Ime Marjanka je različica ženskega osebnega imena Marjana.

## Pogostost imena
Po podatkih Statističnega urada Republike Slovenije je bilo na dan 31. decembra 2007 v Sloveniji število ženskih oseb z imenom Marjanka: 38.

## Osebni praznik
Osebe z imenom Marjanka lahko godujejo takrat kot osebe z imenom Marjana.